# Historia Bytomia

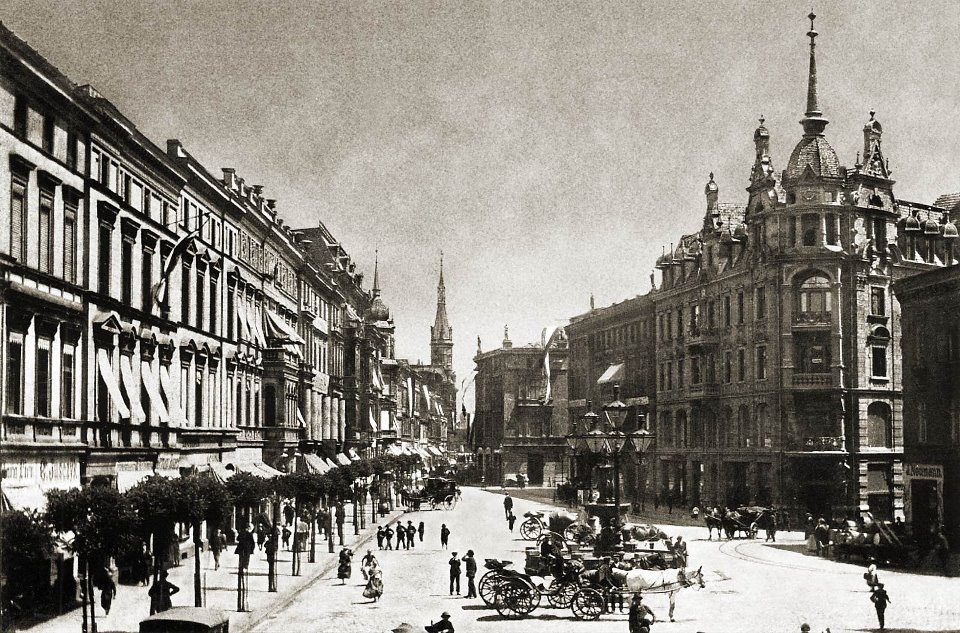
Plac Tadeusza Kościuszki w Bytomiu u schyłku XIX wieku

## Czasy panowania Piastów, Habsburgów i Donnersmarcków

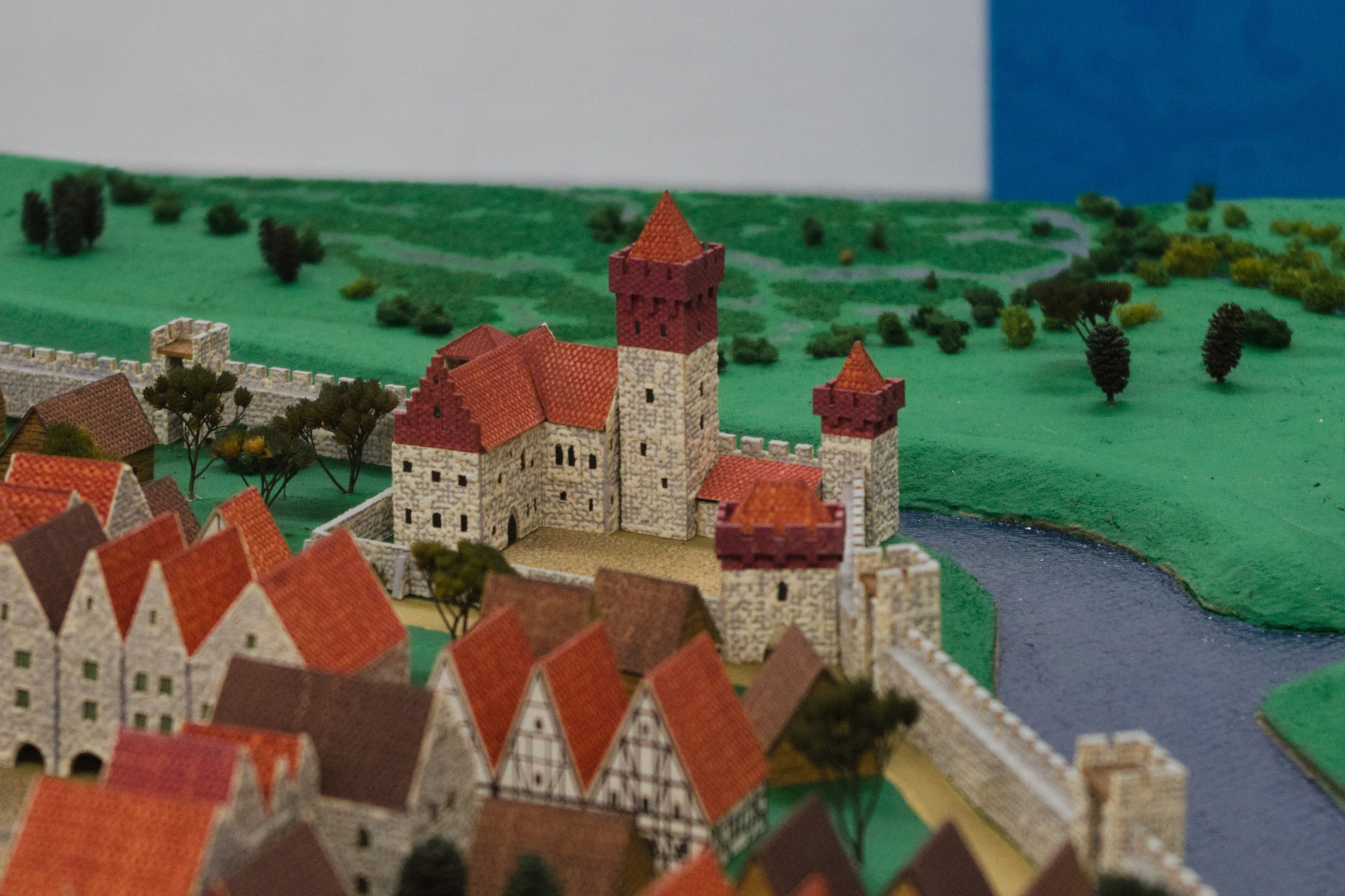
Model fragmentu miasta z zamkiem

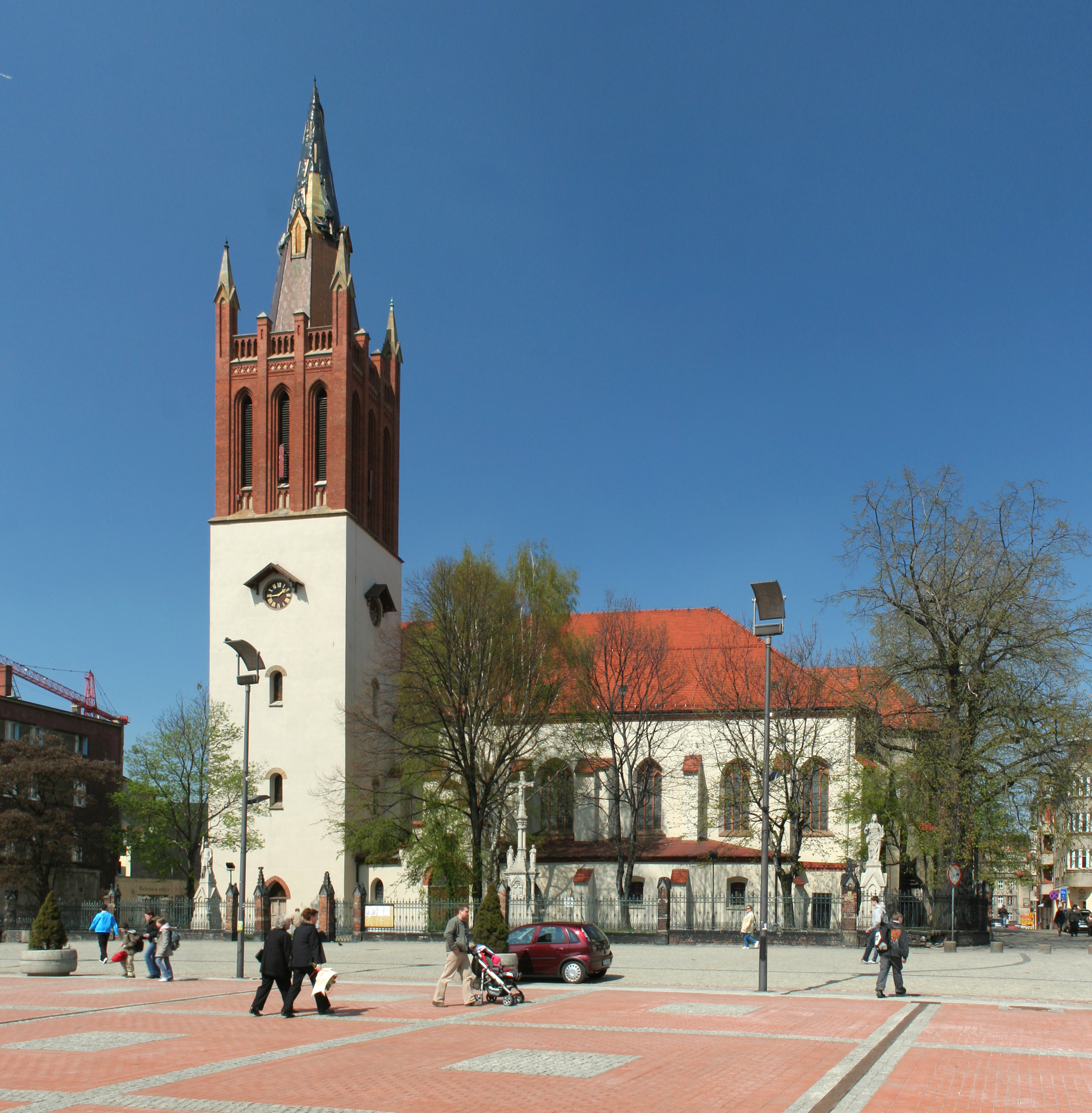
Fara bytomska

Pierwsze wzmianki o osadzie Bitom pochodzą z lat 1123–1125 z zapisu kardynała Idziego o dochodach opactwa benedyktynów w Tyńcu pod Krakowem . Na mocy tego dokumentu mieli oni prawo pobierać tu opłaty targowe, a także prowadzić dwie tutejsze karczmy. Prace archeologiczne wskazują jednak że istniał tu wcześniej gród w XI wieku. Jedna z mglistych legend głosi, że około roku 1020 król Polski wybudował w miejscu, na którym dziś znajduje się Bytom, gród myśliwski. Królem tym był prawdopodobnie Bolesław I Chrobry. Wspomniany gród myśliwski stał się z czasem siedzibą kasztelanii.
Ze względów obronnych na pierwotne położenie Bytomia wybrano wzgórze św. Małgorzaty, naturalne wzniesienie, z jednej strony chronione przez opływającą je rzekę Bytomkę, a z pozostałych przez podmokłe łąki.
Lokalizacja przy szlaku handlowym z Wrocławia do Krakowa wpływała na rozwój osadnictwa, co wkrótce doprowadziło do powstania na sąsiednim wzniesieniu (czyli w dzisiejszej lokalizacji centrum miasta) ważnej osady handlowej.
Po śmierci Bolesława Krzywoustego i podziale dzielnicowym Polski w 1138 roku, Bytom pozostał w granicach dzielnicy senioralnej, która w 1146 roku przypadła Bolesławowi Kędzierzawemu. Nie później niż w 1170 roku ufundował on na wzgórzu Małgorzaty murowany kościół.
Ze względu na duże znaczenie strategiczne Bytom został prawdopodobnie już w drugiej połowie XII wieku siedzibą kasztelanii. Gród bytomski stanowił ośrodek terytorialnej kasztelanii, podobnie jak Siewierz, Toszek, Oświęcim i Koźle. Z tego względu była to najważniejsza miejscowość w okolicy. Jednakże polityka księcia raciborskiego Mieszka Plątonogiego, w którego władanie Bytom przeszedł w roku 1179 (od tego czasu Bytom przynależy administracyjnie do Górnego Śląska, a nie, jak wcześniej, do Małopolski).
W 1241 kasztelania bytomska została najechana przez Tatarów.
W roku 1254 książę opolsko-raciborski Władysław zezwolił na lokację na prawie magdeburskim miasta Bytomia, którą przeprowadził zasadźca Henryk. Od tego momentu dawny gród na wzgórzu Małgorzaty zaczął tracić znaczenie na rzecz rozwijającego się w pobliżu miasta.
Władysław opolski zmarł w 1281 roku, a księstwo zostało podzielone pomiędzy jego czterech synów. Powstało wówczas księstwo bytomskie, którego pierwszym władcą został Kazimierz bytomski. Wzniósł on w mieście zamek. W 1312 Bytom przypadł w schedzie po Kazimierzu bytomskim jego synowi Siemowitowi. W 1316 r. w nieznanych bliżej okolicznościach książę kozielski – Władysław pozbawił Siemowita władzy nad Bytomiem. Księstwo bytomskie zostało przyłączone 7 kwietnia 1348 do Świętego Cesarstwa Rzymskiego przez króla Czech Karola IV Luksemburskiego. Około 1352 r. zmarł Władysław, a Bytom przypadł w spadku jego synowi Bolesławowi bytomskiemu. Bolesław władał Bytomiem do swojej śmierci, tj. do 1354/1355 i wraz ze śmiercią księcia Bolka wygasła bytomska linia Piastów. Księstwo bytomsko-kozielskie, po śmierci Bolesława, na mocy umowy zawartej jeszcze za życia ojca Władysława, przypadło najbliższym krewnym księcia, tj. księciu oleśnickiemu Konradowi I oraz księciu cieszyńskiemu Przemysławowi I. Odtąd księstwo kozielskie stanowiło dziedziczną domenę książąt oleśnickich, a księstwo bytomskie stanowiło dobro wspólnej ręki książąt oleśnickich i książąt cieszyńskich. Z tego powodu w 1369 nastąpił podział miasta i zamku. 
Na początku 1452 Wacław I cieszyński zamienił swą część Księstwa bytomskiego z bratem Bolesławem II, w zamian za Bielsko. Po śmierci Bolesława II w tym samym roku, objął opiekę nad jego dziećmi. Umożliwiło to Wacławowi I cieszyńskiemu ponowne przejęcie Bytomia. Stan ten utrzymał się do 1459, kiedy to Wacław I cieszyński sprzedał Księstwo bytomskie księciu oleśnickiemu Konradowi IX Czarnemu za 1700 grzywien. Po śmierci Konrada w 1471 roku księstwo objął jego brat Konrad X Biały. Księstwo bytomskie w 1475 zajął Maciej Korwin i zastawił je morawskiemu szlachcicowi Janowi starszemu z Zierotin. Od niego w 1498 księstwo bytomskie zostało wykupione przez księcia Jana II Dobrego i inkorporowane do Księstwa Opolskiego.
Miasto nawiedziły dwa wielkie pożary w 1475 i 1515 roku. W 1526 miasto otrzymał w zastaw Jerzy Pobożny, margrabia Ansbach z dynastii Hohenzollernów.
W 1623 cesarz Rudolf II Habsburg oddał państwo bytomskie w zastaw za długi Łazarzowi Henckel von Donnersmarck, a w 1629 rodzina Henckel von Donnersmarck otrzymała je w dziedziczną własność. W 1697 bytomskie państwo stanowe uzyskało status wolnego państwa stanowego. Donnersmarckowie rządzili nim formalnie do 1945 roku, jednak do dziś tytułują się panami bytomskimi.

## Czasy pruskie

Mapa bytomskiego państwa stanowego, fragment dzieła Silesia in Compendio… Friedricha Bernharda Wernhera, XVIII wiek

W wyniku I wojny śląskiej (1740–1742) Bytom został przyłączony do Królestwa Prus.

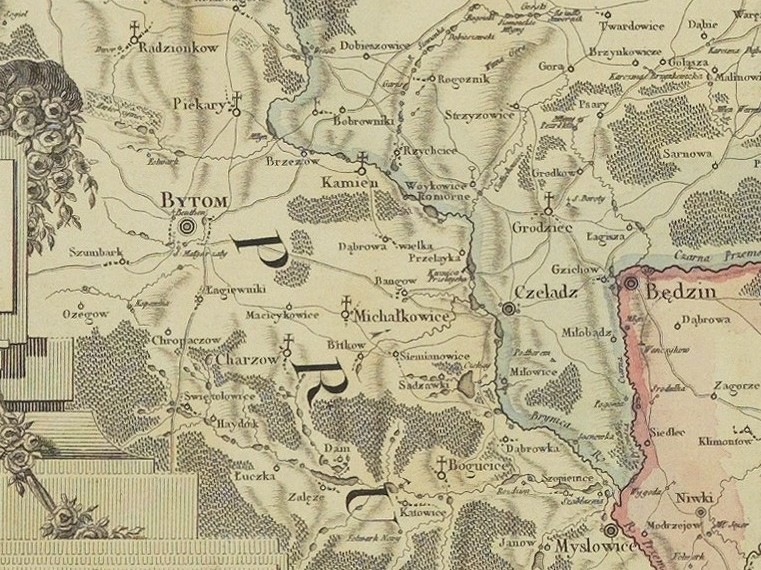
Nazwa „Bytom” na mapie z roku 1792

Pierwsza połowa XIX wieku to okres wyniszczenia miasta z powodu obciążeń związanych z toczącymi się wojnami Prus z Napoleonem (1806–1813) oraz na skutek kilku wielkich epidemii tyfusu i cholery (1813, 1831, 1847–1848). W tym samym okresie miały także miejsce ważne reformy administracyjne oraz powstało kilka ważnych zakładów przemysłowych – huty cynku Klara (1821) i Rosamunda (1838), kopalnia rudy żelaza Magdalena (1831), huty żelaza Pokój (1835) i Zgoda (1838). Druga połowa XIX wieku przyniosła dalszy rozwój Bytomia jako ośrodka przemysłowego. Powstało tu wówczas kilka kopalń węgla kamiennego, co zadecydowało o górniczym charakterze miasta. W roku 1860 powiat bytomski zamieszkiwało ponad 145 tysięcy osób. Był to wówczas największy pod względem liczby mieszkańców powiat państwa pruskiego.
Od połowy XIX wieku, w Bytomiu powstało wiele polskich organizacji politycznych, kulturalnych i oświatowych. Był to także ośrodek wydawniczy, tutaj ukazywał się m.in. „Dziennik Górnośląski” i „Katolik”. W 1895 powstało Towarzystwo Gimnastyczne „Sokół” założone przez robotnika Józefa Tucholskiego. 
25 lutego 1900 roku powołano Towarzystwo Kobiet w Bytomiu, której współzałożycielką była m.in. Franciszka Ciemięgowa.

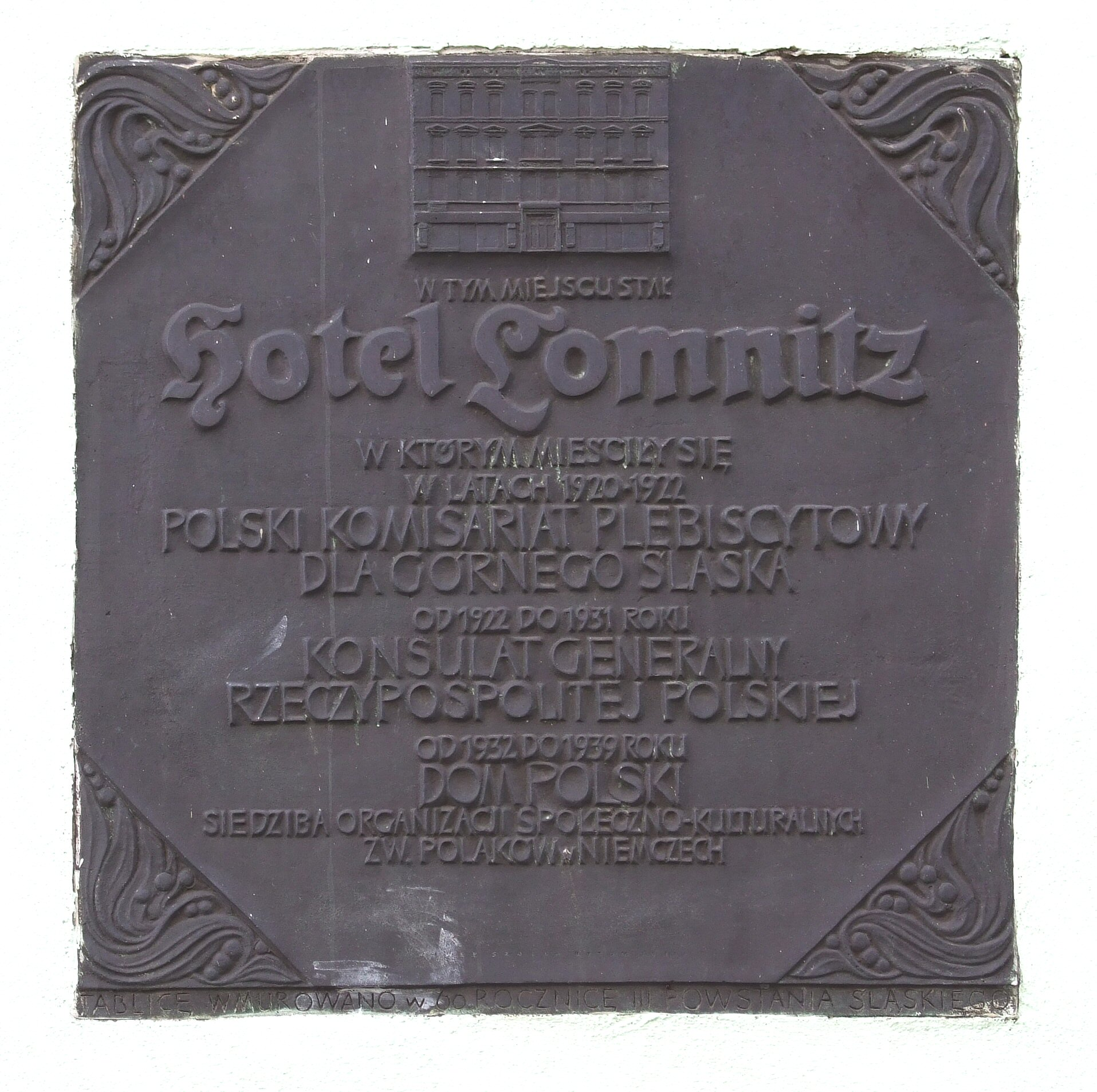
Tablica pamiątkowa informująca o Hotelu Lomnitz

Bezpośrednio po zakończeniu I wojny światowej nastąpił w landraturze bytomskiej gwałtowny wzrost nastrojów komunistycznych. 20 grudnia 1918 r. odbyło się w Bytomiu zebranie radykalnych członków rad robotniczych, na którym utworzono (jeszcze przed powstaniem Komunistycznej Partii Niemiec - KPD) Komunistyczną Partię Górnego Śląska. 25 grudnia na bytomskim rynku odbyła się demonstracja komunistyczne, która zgromadziła 2 tys. osób. 
W 1918 powstała w Bytomiu Naczelna Rada Ludowa. W 1919 założono w Bytomiu Główny Komitet Wykonawczy Polskiej Organizacji Wojskowej Górnego Śląska. W 1920 założono w Bytomiu Towarzystwo Przyjaciół Nauk na Śląsku.
W 1920 r. powstał w Bytomiu Związek Hallerczyków. Ważnym wydarzeniem był nieudany atak niemieckich bojówek w dniach 27/28 maja 1920 r. na Hotel Lomnitz, gdzie miał siedzibę Polski Komisariat Plebiscytowy z Wojciechem Korfantym na czele.

## Powstania śląskie

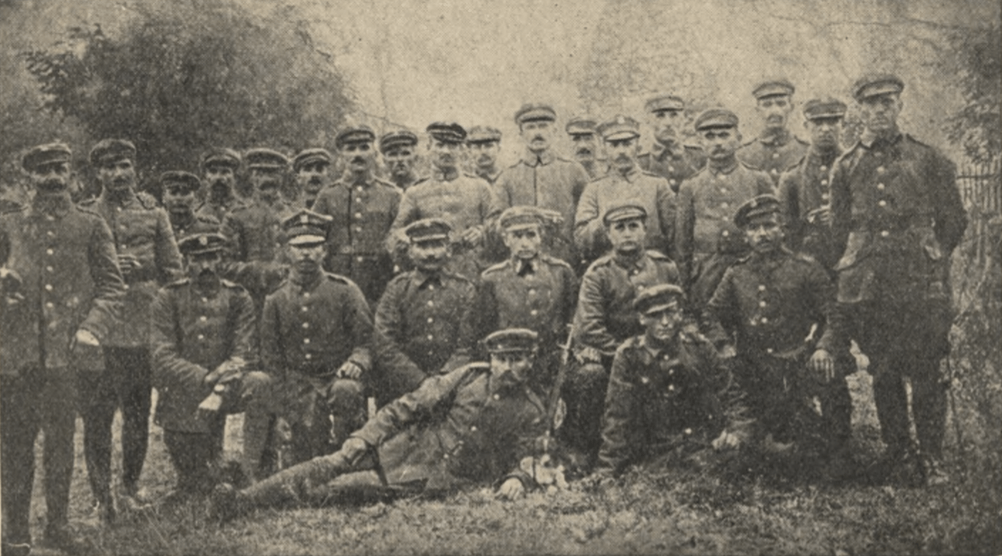
Kompania powstańców śląskich w Bobrku w okresie I powstania śląskiego pod dowództwem Jana Trzęsioka.

W I powstaniu śląskim w dniu 18 sierpnia 1919 miał miejsce nieudany atak 150 powstańców pod dowództwem Jana Lortza na koszary Reichswery oraz także nieudany atak 9 powstańców na hotel Skrocha w celu opanowania wojskowej centrali telefonicznej.
Dnia 25 sierpnia 1920 w Bytomiu podpisano umowę kończącą II powstanie śląskie.
Podczas III powstania śląskiego w dniach 2/3 maja 1921 miało miejsce zajęcie na krótko Bytomia atakiem z Rozbarku i Miechowic przez powstańczy pułk Czesława Paula z Grupy „Wschód” i następnie wyparcie powstańców przez rozjemcze wojska francuskie. Powstańcy jednak blokowali miasto przez prawie cały okres powstania, a w końcu maja 1921 r. zajęli dworzec kolejowy
W wyniku zamordowania 4 lipca 1921 r. przez niemieckie bojówki dowódcy francuskiego garnizonu majora Bernarda Montallegre, miasto zajęły w dniu następnym wojska brytyjskie.

## Lata 1922–1945 (Republika Weimarska i III Rzesza)

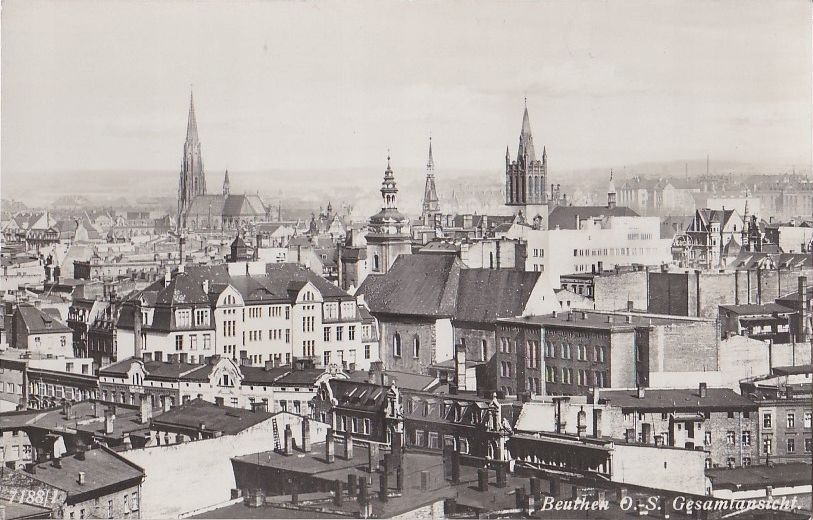
Śródmieście Bytomia około lat 30. XX wieku

W wyniku podziału Górnego Śląska 15 czerwca 1922 roku większa część miasta i powiatu pozostała w granicach Niemiec, ale z trzech stron otoczona granicą (był to ewenement na skalę światową) – wychodząc z rynku można było piechotą dotrzeć w ciągu kwadransa do najbliższego przejścia granicznego. Powodowało to spore problemy gospodarcze oraz m.in. transportowe (konieczna okazała się budowa nowego dworca kolejowego).
W latach 1922–1931 Bytom był siedzibą Konsulatu Generalnego Rzeczypospolitej Polskiej. Funkcjonowało tu także kilka polskich szkół mniejszościowych, w tym pierwsze od 160 lat na ziemiach niemieckich Gimnazjum Polskie (obecne I Liceum Ogólnokształcące im. Jana Smolenia) oraz siedziba Naczelnictwa ZHP w Niemczech.
W czasie kampanii wrześniowej dnia 1 września 1939 Bytom został ostrzelany ogniem artyleryjskim z terytorium Polski.

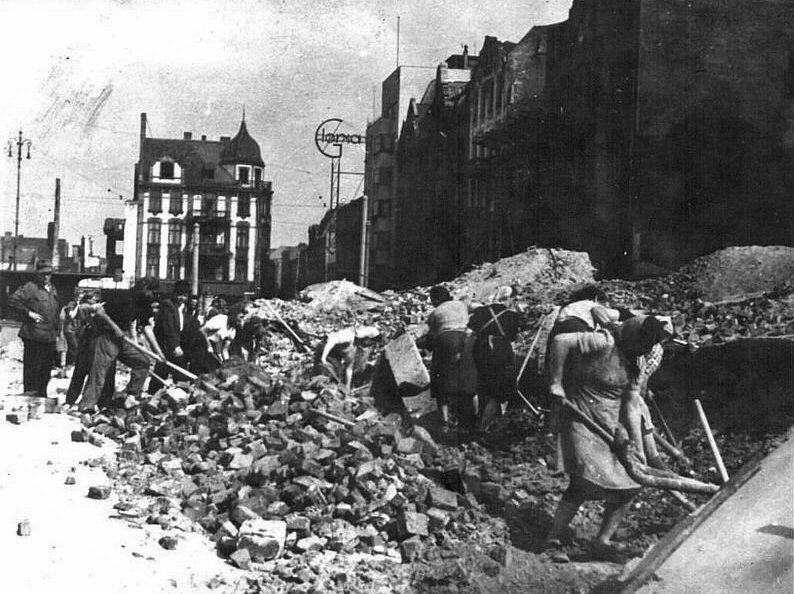
Wojenne zniszczenia w Bytomiu w 1945

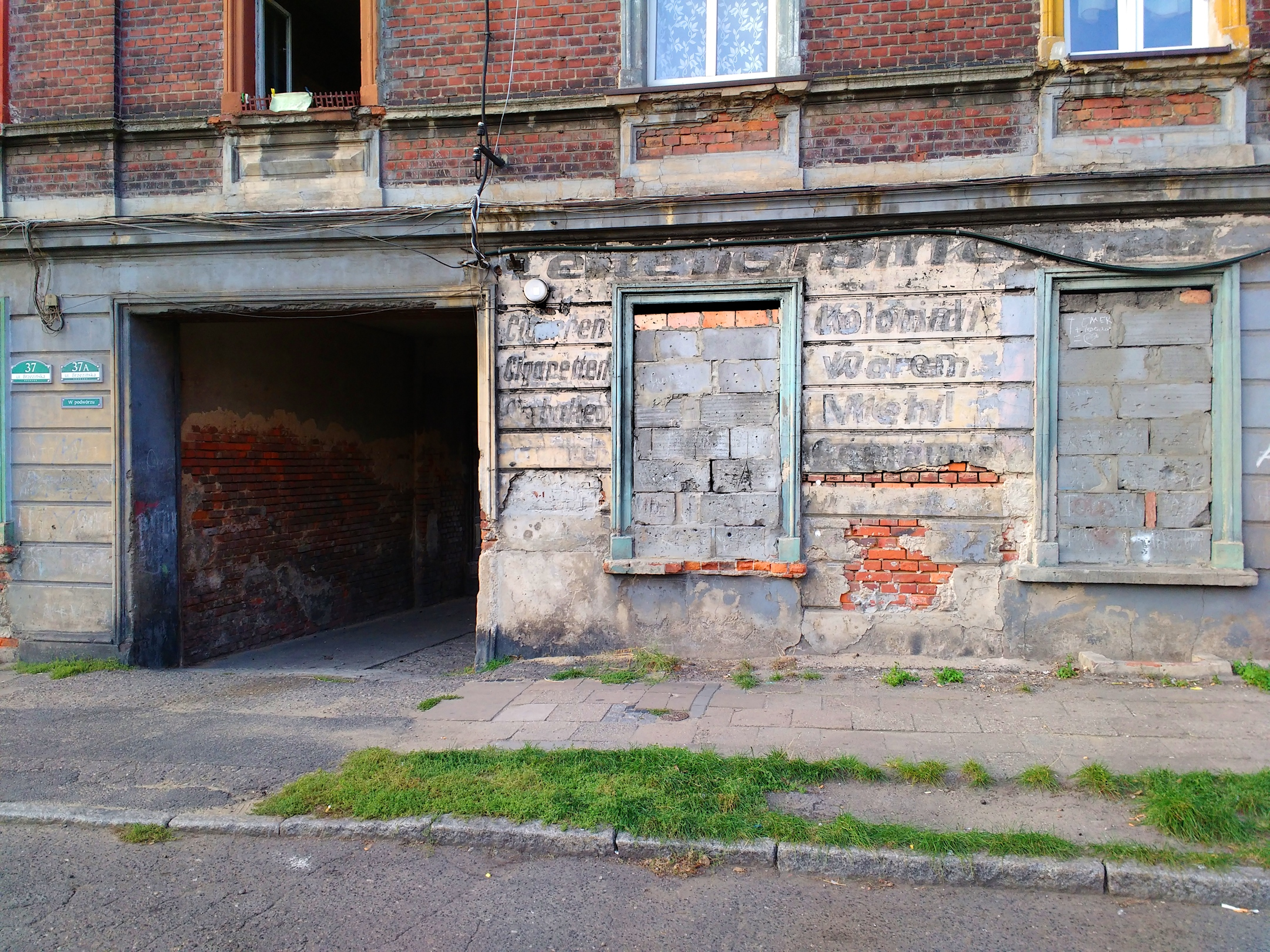
Poniemieckie dziedzictwo wciąż zauważalne w XXI wieku: wyblakłe niemieckojęzyczne napisy na sklepie

Zdobycie miasta przez oddziały Armii Czerwonej miało miejsce 27 stycznia 1945. Czerwonoarmiści zniszczyli część zabudowy miasta. Zdemontowali wówczas i rozgrabili wiele tutejszych obiektów przemysłowych. 12 lutego 1945 roku internowano i wywieziono do ZSRR wielu mężczyzn w wieku od 16 do 50 lat. Sowieci dokonywali licznych zbrodni wojennych, w tym zbrodni przeciw ludności cywilnej. W samych Miechowicach zamordowano około 380 osób.

## Po 1945 (powojenna Polska)
18 marca 1945 roku Bytom oficjalnie został przekazany w ręce polskiej administracji, a 17 października 1945 roku wybrano Miejską Radę Narodową. Do miasta napłynęli liczni Polacy z centralnej Polski oraz przesiedleńcy z Kresów Wschodnich.
6 kwietnia 1945 Ministerstwo Bezpieczeństwa Publicznego utworzyło Centralne Obozy Pracy. Obozy pracy nr 12 i 13 powstały w Bytomiu.
17 marca 1951 roku zlikwidowano powiat bytomski. Gminy Miedary, Stolarzowice, Wieszowa i Zbrosławice przyłączono do powiatu tarnogórskiego, gminy Bobrek-Karb, Łagiewniki, Miechowice i Szombierki (wówczas Chruszczów) stały się dzielnicami Bytomia, a gmina Rokitnica dzielnicą Zabrza.
W 1975 roku miała miejsce kolejna reforma administracyjna – przyłączono wówczas do Bytomia jako dzielnice Górniki, Radzionków, Stolarzowice i Suchą Górę.
W 1998 roku Radzionków odłączył się od Bytomia i odzyskał prawa miejskie z 1951 roku. Obecnie jest częścią powiatu tarnogórskiego.
W 2007 roku Bytom wszedł w skład Górnośląskiego Związku Metropolitalnego.
w 2017 roku miasto stało się częścią Górnośląsko-Zagłębiowskiej Metropolii.

## Książęta bytomscy
Piastowie
- 1177/1179
  - książę Raciborza Mieszko I Plątonogi otrzymał Bytom od księcia krakowskiego Kazimierza II Sprawiedliwego

Piastowie bytomsko-kozielscy
- 1280/1–1312
  - Kazimierz (syn Władysława, od 1280/1 w wyniku podziału z bratem Bolkiem I w Bytomiu i Opolu, od 1284 samodzielny książę bytomski, od 1289 lennik króla Czech Wacława II, od 1303 w wyniku podziału z synami utrata Koźla i Toszka)
- 1303–1328
  - Bolesław (syn, Toszek, od 1321 arcybiskup ostrzyhomski, od 1327 lennik czeski)
- 1303–1352
  - Władysław (brat, Koźle do 1334 (potem zastawione książętom raciborskim, a po 1336 w rękach synów Władysława), od 1316 w Bytomiu, 1321–1328 regent w Toszku, od 1327 dziedziczny lennik Czech, od 1328 Toszek i 1328–1337 w Siewierzu (sprzedany ks. cieszyńskim), 1340-(ok.) 1350 strata Gliwic)
- 1312–1316
  - Siemowit (brat, od 1311 koregent ojca, Bytom, usunięty)
- 1312-(ok.)1345
  - Jerzy (brat, współrządca Władysława)
- 1312–1328
  - Mieszko (brat, Siewierz, abdykował, w latach 1328–1334 biskup Nitry, 1334–1344 biskup Veszprém)
- 1340-(ok.) 1350
  - Siemowit (ponownie, Gliwice, lennik czeski)
- 1336- 1342
  - Kazimierz (syn Władysława, Koźle)
- 1342–1354 lub 1355
  - Bolesław – (brat, Koźle, od 1352 w Toszku, Bytomiu i Gliwicach)
- 1354 lub 1355–1357
  - Małgorzata Morawska (żona, oprawa wdowia na Bytomiu)
- od 1354/5
  - Koźle i północna część księstwa bytomskiego do książąt oleśnickich
  - południowa część księstwa bytomskiego do książąt cieszyńskich

zobacz także Książęta opolsko-raciborscy
Piastowie oleśniccy (części północnej miasta i księstwa)
- 1354 – 1366
  - Konrad I (1312–1313 z bratem Bolesławem w Oleśnicy, Namysłowie, Gnieźnie i Kaliszu, 1313–1314 książę kaliski, 1313–1323 samodzielny książę namysłowski (następnie przeszło ono na linię legnicką), od 1320/1 książę oleśnicki, od 1329 dziedziczny lennik korony czeskiej, od 1357 w Koźlu)
- 1366–1403
  - Konrad II Siwy (syn, od 1370 w połowie Gliwic, od 1379 w Kątach Wrocławskich, od 1397 połowa Ścinawy)
- 1403–1412/3
  - Konrad III Stary (syn, od 1377 koregent)
- 1412/3–1416
  - Konrad IV Starszy (syn, biskup wrocławski od 1417 (z tego tytułu książę nysko-otmuchowski), współrządził z Konradem V w Oleśnicy i Kątach, od 1416 po podziale samodzielny książę w Kątach Wrocławskich i Bierutowie)
- 1421–1439
  - Konrad V Kącki (brat, współrządy z Konradem IV w Oleśnicy i Kątach do 1416, od 1416 wraz z braćmi Konradem VI (do 1427) i Konradem VIII (do 1427) w pozostałej części ks. oleśnickiego, od 1421 współrządca księstwa kozielskiego, wraz z bratem Konradem VII)
- 1416–1450
  - Konrad VII Biały (brat, książę kozielski, 1421–1439 dopuścił do współrządów Konrada V, od 1439 opiekun synów Konrada V w Oleśnicy, od 1446 w Ścinawie, od 1447 w Kątach i Bierutowie, od 1449 w Wołowie, usunięty, zm. 1452)
- 1450–1471
  - Konrad IX Czarny (syn Konrada V, wraz z bratem Syców, od 1450 całość księstwa, 1452 w wyniku podziału księstwa Oleśnica, Gliwice, Koźle, od 1459 cały Bytom)
- 1450–1477
  - Konrad X Biały (brat, Syców, od 1450 całość dziedzictwa oleśnickiego, od 1452 po podziale Wołów, Syców, Ścinawa, Milicz, 1471–1472 w Koźlu, Gliwicach, od 1459 w całym Bytomiu, od 1478 w Oleśnicy i Bierutowie, 1489–1490 na wygnaniu - rządy Macieja Korwina)
- 1477 Bytom zajął Maciej Korwin

zobacz także Książęta oleśniccy
Piastowie cieszyńscy (części południowej miasta i księstwa)
- 1357
  - Kazimierz I (syn Mieszka cieszyńskiego, w wyniku podziału Cieszyn, od 1327 dziedziczny lennik czeski, od 1337 w Siewierzu, od 1357 na połowie Bytomia).
- 1358 – 1410
  - Przemysław I Noszak (syn, książę cieszyński. 1359–1368 i od 1405 strata Siewierza, od 1364 strata Gliwic, od 1369 strata północnej części księstwa bytomskiego, a od 1405 reszty, 1378–1382 w Żorach, od 1384 połowa Głogowa i Ścinawy (bez okresu 1404–1406), 1397–1401 w Oleśnie, od 1385 w Strzelinie, 1401–1405 w Toszku)
- 1410–1431
  - Bolesław I (syn, pd. Bytom i Siewierz, od 1406 Oświęcim i Toszek, od 1410 Cieszyn, Strzelin, połowa Głogowa i Ścinawy, 1410–1414 w Oświęcimiu, Toszku i Strzelinie tylko jako regent, od 1414 w wyniku podziału w Cieszynie, połowie Bytomia, Siewierzu, połowie Ścinawy i Głogowa)
- 1431–1459
  - Wacław I (syn, do 1442 razem z braćmi, w wyniku podziału połowa Bytomia (do 1459, z przerwą w 1452) i Siewierz (do 1443), od 1452 nad połową Cieszyna, od 1468 tylko w Bielsku)
- 1452
  - Bolesław II (brat, do 1442 razem z braćmi, w wyniku podziału na połowie Cieszyna, 1452 zamiana z bratem Wacławem I na Bytom)

zobacz także Książęta cieszyńscy i oświęcimscy

## Panowie Bytomia
Hunyady węgierscy
- Maciej Korwin (Hunyadi Mátyás), król Węgier
- Jan z Żerotina (Jan starší ze Žerotína) – 1477 – 1498

Piastowie opolscy
- Jan II Dobry – 1498 – 1526

Hohenzollernowie brandenburscy
- Jerzy von Ansbach (margrabia na Ansbach, książę Karniowa, potem także Opola i Raciborza) – 1526 – 1543
- Jerzy Fryderyk von Ansbach (margrabia na Ansbach, książę Karniowa, Opola i Raciborza, potem Żagania) – 1543 – 1603
- Joachim Fryderyk (elektor Brandenburgii) – 1603 – 1606
- Jan Jerzy (książę Karniowa) – 1606 – 1621

1621 – Habsburgowie odebrali Hohenzollernom bytomskie państwo stanowe.
Henckel von Donnersmarckowie spiscy
- Łazarz I Starszy – 1623 – 1624
- Łazarz II Młodszy – 1624 – 1664
- Gabriel I – 1664 – 1666
- Jerzy VII Fryderyk – 1666 – 1671
- Leon Ferdynand, 1. wolny pan stanowy Bytomia (zob. niż.) – 1671 – 1699
- Karol Józef Erdmann, 2. wolny pan stanowy Bytomia – 1699 – 1745
- Franciszek Ludwik – 1748 – 1768
- Łazarz III, 5. wolny pan stanowy Bytomia – 1768 – 1805
- Karol – 1805 – 1808

1808 – miasta w wyniku reform w państwie pruskim uzyskały niezależność.

### Wolni panowie stanowi Bytomia (od 1945 tylko tytularnie)
1. Leon Ferdynand – 1671 – 1699 (godność wolnego pana stanowego otrzymał 14 listopada 1697)
2. Karol Józef Erdmann – 1699 – 1745
3. Leon Maksymilian – 1748 – 1771
4. Wiktor Amadeusz – 1771 – 1793
5. Łazarz III – 1793 – 1805
6. Erdmann Gustaw – 1805 – 1805
7. Gustaw Adolf – 1805 – 1813
8. Eliasz Maksymilian – 1813 – 1827
9. Karol Łazarz – 1827 – 1864
10. Łazarz Alojzy – 1864 – 1876
11. Fedor – 1876 – 1893
12. Lotar – 1893 – 1896
13. Guido, 1. książę von Donnersmarck – 1896 – 1916
14. Edgar, 1. hr. von Henckel-Gaschin – 1916 – 1939
15. Alfons – 1939 – 1963
16. Kraft – 1963 – 1977
17. Hugo IV – 1977 – 1989
18. Hans, 2. hr. von Henckel-Gaschin – 1989 – 1993
19. Karol Józef – 1993 – 2008
20. Petrus – od 2008